# База Мериме
База Мериме (Base Mérimée) — база данных французского министерства культуры (фр.), в которой собрана информация об исторических памятниках Франции. Ведётся с 1978 года. Сетевая версия доступна с 1995 года.
Название базы данных отсылает к усилиям Проспера Мериме, первого во Франции инспектора памятников истории, по описанию памятников старины. В 1840 году под руководством Мериме был составлен первый в Европе Реестр исторических памятников (фр.). С целью выявления и описания такого рода памятников Мериме объехал все регионы Франции.
Артефакты, которые относятся к движимому имуществу, собраны в аналогичном реестре, который именуется база Палисси (фр.) в честь Бернара Палисси. Имеющие историческую ценность графические изображения и печатные оттиски учитываются в базе Мемуар (фр.).